# Lekvattnets hembygdsförening
Lekvattnets hembygdsförening är en hembygdsförening i Lekvattnets socken i Torsby kommun i Värmland. Föreningen bildades 1922 för att ta tillvara intressanta byggnader och föremål från bygden.
Lekvattnet är ett av de områdena i Finnskogarna som har präglats mest och längst av den skogsfinska kulturen. Föreningen disponerar en anläggning av finngårdar och två enskilda finngårdar:
- Karmenkynna, ett av föreningen ägt friluftsmuseum med sammanlagt 18 byggnader.
- Ritamäki finngård, ett av föreningen ägt torp nära gränsen till Norge.
- Finngården Kvarntorp, en av Torsby kommun ägd större finngård.